# Picris japonica
Picris japonica là một loài thực vật có hoa trong họ Cúc. Loài này được Thunb. miêu tả khoa học đầu tiên năm 1784.